# Baia di Sligo
La baia di Sligo (Sligo Bay in inglese, Cuan Shligigh in gaelico irlandese) è un'insenatura di discrete dimensioni situata nell'omonima contea dell'Irlanda.

## Geografia
La baia di Sligo è in realtà, nella sua parte interna, formata da altre tre insenature minori: la baia di Ballysadare, lo Sligo Harbour e la baia di Drumcliff, che prendono nome dalle località che vi si affacciano e sono formate dalla foce di tre fiumi, rispettivamente l'Owenmore, il Garavogue e il Drumcliff.
Morfologicamente, la baia incide sull'aspetto dell'isola irlandese, in quanto fa cambiare abbastanza bruscamente direzione della costa, girando verso nord-nord est, mentre il tratto precedente, venendo da ovest, corre longitudinalmente sin dalle coste occidentali abbastanza lontane del Mayo, se si esclude la baia di Killala.
La cittadina di Sligo, situata al centro di tutta la baia, è il centro principale; altri centri importanti sono Ballysadare, Strandhill e Rosses Point, oltre che la già citata Drumcliff. Curiosa al centro della baia è la piccola Coney Island, isolotto accessibile anche a piedi con la bassa marea.

## Natura
La baia di Ballysadare ospita una ben nota colonia di foche.
L'area degli estuari è protetta dalla legislazione europea essendo stata individuata come Sito di importanza comunitaria ai sensi della direttiva Natura 2000; costituisce inoltre una Natural Heritage Area, individuata e gestita dal servizio irlandese per i parchi e la protezione della natura (National Parks and Wildlife Service).

## Galleria d'immagini

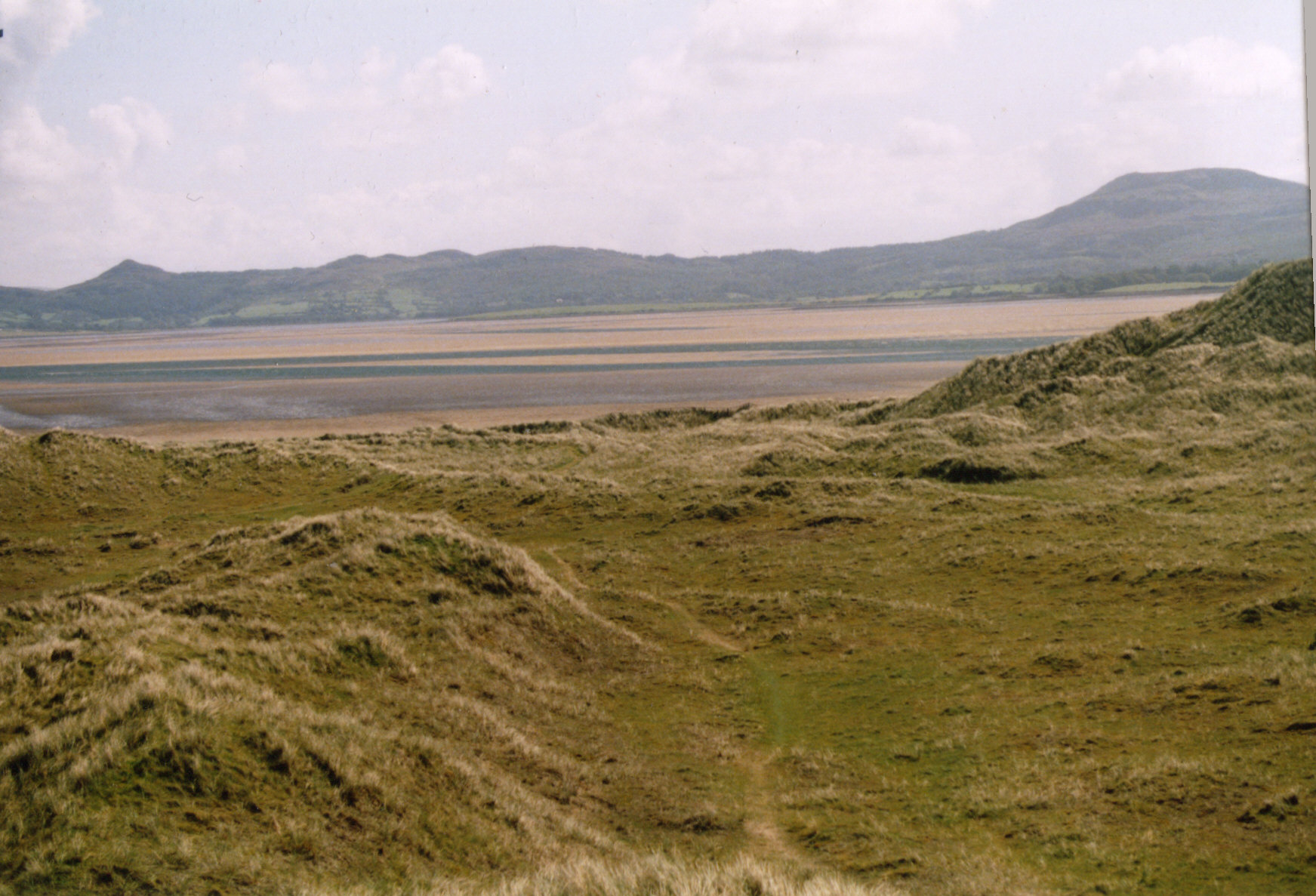
Rosses Point con la bassa marea
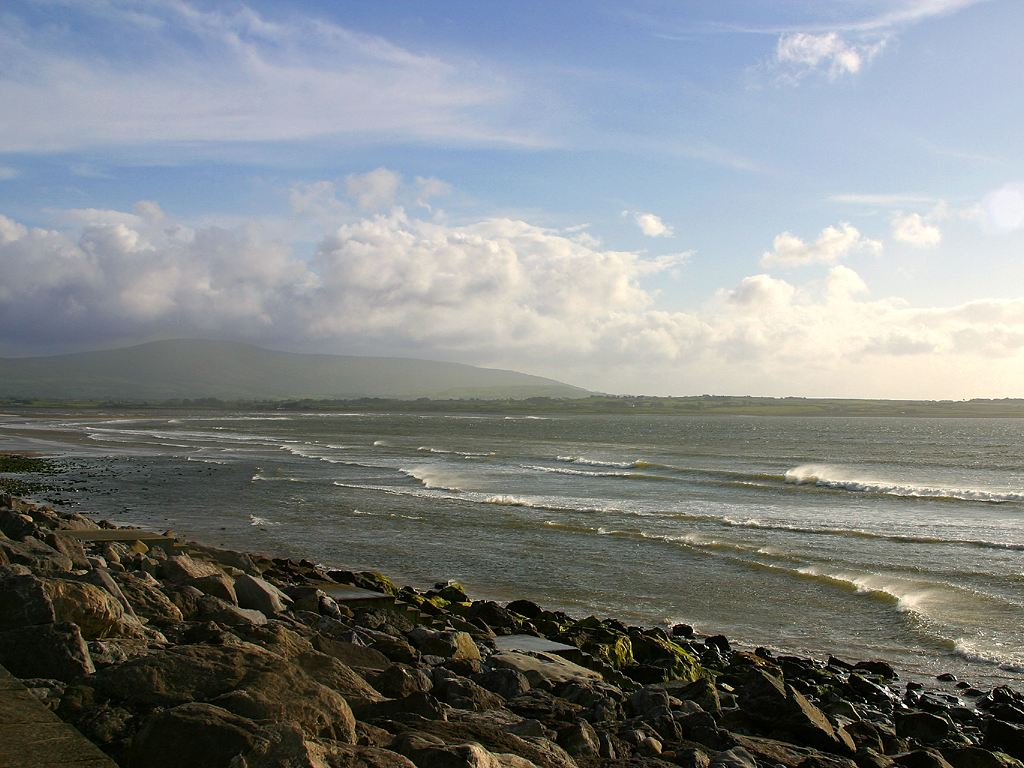
Costa presso Strandhill
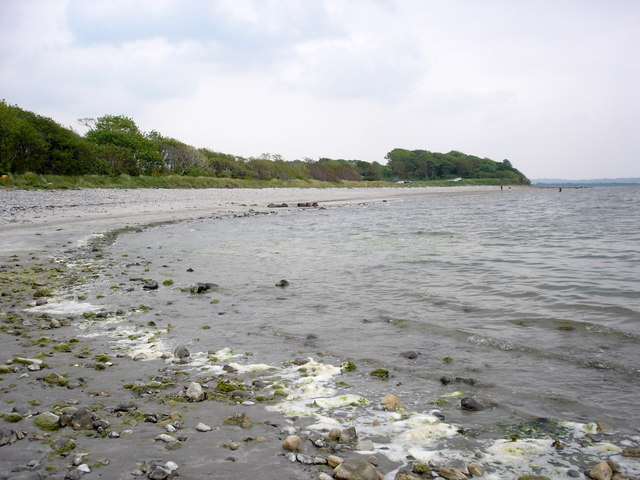
Baia di Drumcliff
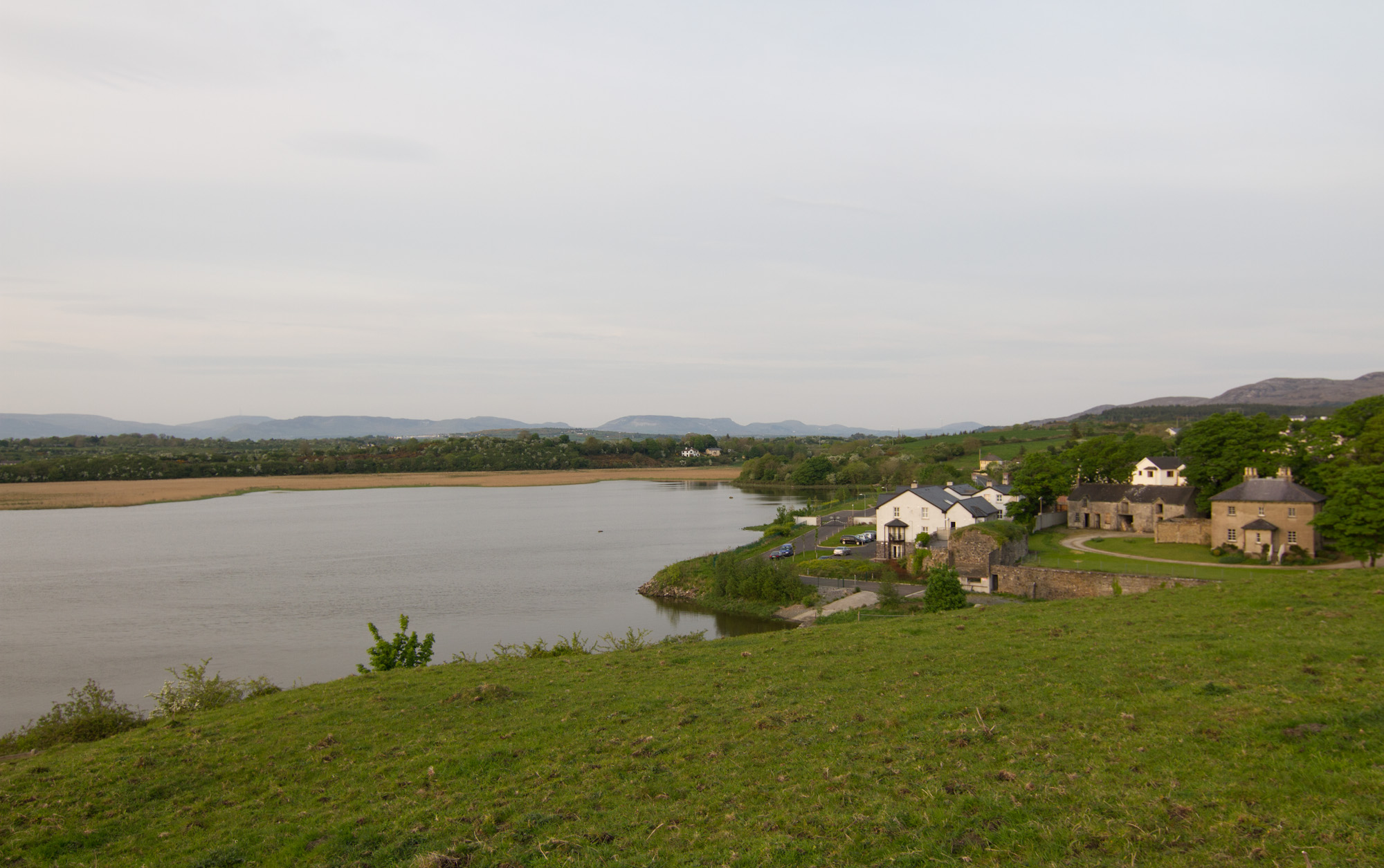
Baia di Ballysadare